# Marguerite Bertsch
Marguerite Bertsch (ur. 14 grudnia 1889 w Nowym Jorku, zm. 1967) – amerykańska scenarzystka filmowa epoki kina niemego.

## Biografia
Ukończyła studia na Uniwersytecie Columbia, przez jakiś czas pracowała jako nauczycielka w szkole publicznej. Działalność pisarską rozpoczęła już podczas studiów, tworząc dramaty sceniczne. W 1911 lub 1913 roku dołączyła do zespołu wytwórni Vitagraph i zajęła się scenopisarstwem. Od 1914 r. została redaktorką naczelną działu, co oznaczało, że poza pisaniem własnych scenariuszy, była także odpowiedzialna za wyławianie obiecujących scenariuszy, spośród setek napływających do studia dzieł.
W 1916 roku po raz pierwszy zajęła się reżyserią - najpierw reżyserując wspólnie z Williamem Earlem film The Law Decades, a następnie samodzielnie - The Devil's Prize (do tego filmu napisała również scenariusz). Reżyseria nie była dla niej trudna, twierdziła bowiem: Nigdy nie napisałam scenariusza do filmu, nie reżyserując go w swoim umyśle. Każdą sytuację widziałam w głowie tak wyraźnie, jakby zdjęcia do filmu były już wykonane. Żaden z wyreżyserowanych przez nią filmów nie zachował się do dziś.
W 1917 roku opublikowała podręcznik scenopisarstwa, zatytułowany How to Write for Moving Pictures: A Manual of Instruction and Information.
Z nieznanych powodów Bertsch opuściła Vitagraph w 1918 roku, będąc u szczytu kariery. W późniejszych latach pracowała jako niezależna pisarka i dokonała kilku inwestycji w rynek nieruchomości. Wiadomo, że w 1941 r. mieszkała w Union City wraz ze swoją siostrą. Zmarła w 1967 r.

## Filmografia

### Scenariusz
- The Troublesome Step Daughters (1912)
- The Indian Mutiny (1912)
- Nothing to Wear (1912)
- Una of the Sierras (1912)
- The Tiger (1913)
- The Wreck (1913)
- The Trap (1913)
- Getting up a Practice (1913)
- The Flirt (1913)
- The Driver (1913)
- The Carpenter (1913)
- The Call (1913)
- Cutey and the Twins (1913)
- The Vasour Ball (1914)
- My Official Wife (1914)
- Wife Wanted (1914)
- Uncle Bill (1914)
- Shadows of the Past (1914)
- The Painted World (1914)
- He Never Knew (1914)
- A Florida Enchantment (1914)
- Captain Alvarez (1914)
- The Silent Plea (1915)
- Mortmain (1915)
- The Cave Man (1915)
- The Man Behind the Door (1915)
- The Enemies (1915)
- The Law Decides (1916)
- The Devil's Prize (1916)
- For a Woman's Fair Name (1916)
- The Vital Question (1916)
- Through the Wall (1916)
- Salvation Joan (1916)
- Writing on the Wall (1916)
- The Soul Master (1917)
- The Painted Wall (1918)

### Reżyseria
- The Law Decides (1916)
- The Devil's Prize (1916)
- The Glory of Yolanda (1917)
- The Soul Master (1917)
- Captain Jinks and Himself (1917)